# Miss Tchéquia
O Miss Tchéquia (em inglês: Czech Miss; em tcheco: Česká Miss) é um concurso de beleza fundado em 2005 e que visa eleger as representantes da Tchéquia (Chéquia) para os concursos Miss Universo e Miss Terra.
O concurso foi criado por Michaela Malácová, Miss Tchecoslováquia 1991, mas atualmente (fevereiro de 2020) está sob direção de Eva Čerešňáková.
Entre 2010 e 2015, o certame também elegia a representante tcheca para o Miss Mundo, que agora é eleita no concurso Miss República Tcheca (em inglês: Miss Czech Republic).
Em 2019, o concurso inovou e elegeu também as representantes da Eslováquia (no concurso chamada República Eslovaca) para o Miss Universo e para o Miss Terra.

## História
De 2005 a 2009, o concurso selecionava duas misses: a vencedora ia para o Miss Universo e a segunda colocada, para o Miss Terra. Em 2010, o Miss Tchéquia e seu rival, o Miss República Tcheca (Miss České Republiky) foram transformados num só, sob a direção de Malácová, e desde então ele passou a eleger as representantes para o Miss Universo, Miss Mundo e Miss Terra. Em 2017, no entanto, o concurso deixou de escolher a representante para o Miss Mundo, mas adquiriu a franquia do Miss Supranacional, cancelada entre 2018 e 2019.
No Miss Mundo nenhuma das representantes tchecas conseguiu classificação entre 2010 e 2016. Já no Miss Terra, Tereza Fajksová levou a coroa em 2012, enquanto que os melhores resultados do Miss Tchéquia no Miss Universo fora nos anos de 2009 e 2010, quando as candidatas ficaram no grupo de semifinalistas.
Em 2019, o concurso inovou e elegeu também representantes da Eslováquia. A vencedora "geral" do concurso foi Klára Vavrušková, que recebeu o título Miss Tchecoslováquia e foi enviada ao Miss Terra. Já Barbora Hodačová foi eleita Miss Tchéquia e enviada ao Miss Universo, enquanto Laura Longauer foi eleita Miss Universo República Eslovaca e Stanislava Lučková recebeu o título de Miss Terra República Eslovaca.
Em janeiro de 2020, a quinta colocada no concurso de 2019, Karolína Kokešová, foi enviada ao Miss Global, concurso que ela venceu - após uma polêmica, com acusações entre os organizadores sobre uma fraude na contagem dos pontos numa tentativa do representante local, o mexicano Ramiro Gutierrez, eleger a representante do México como vencedora.
Na direção seguiram-se: Michaela Malácová (2005 a 2014), Marcela Krplová (2015) e Eva Čerešňáková (2016 até atualmente).

## Vencedoras a partir de 2005
| Ano  | Miss Tchéquia          | Cidade           | No Miss Universo       | No Miss Mundo                        | No Miss Terra                          | No Miss Supranacional           |
| 2019 | Barbora Hodačová       | Teplice          |                        |                                      | Klára Vavrušková (Miss Água, 3º lugar) |                                 |
| 2018 | Lea Šteflíčková        | Ústí nad Labem   |                        |                                      |                                        | Jana Šišková (não-classificada) |
| 2017 | Michaela Habánová      | Zlín             |                        |                                      | Iva Uchytilová (Top 8)                 |                                 |
| 2016 | Andrea Bezděková       | Náchod           |                        | Natalie Kotková (não-classificada)   |                                        |                                 |
| 2015 | Nikol Švantnerová      | České Budějovice |                        | Andrea Kalousová (não-classificada)  | Karolína Mališová (Top 16)             |                                 |
| 2014 | Gabriela Franková      | Brno             |                        | Tereza Skoumalová (não-classificada) |                                        |                                 |
| 2013 | Gabriela Kratochvílová | Praha            |                        | Lucie Kovandová (não-classificada)   |                                        |                                 |
| 2012 | Tereza Chlebovská      | Krnov            |                        | Linda Bartošová (não-classificada)   | Tereza Fajksová (vencedora)            |                                 |
| 2011 | Jitka Novácková        | České Budějovice |                        | Denisa Domanská (não-classificada)   |                                        |                                 |
| 2010 | Jitka Válková          | Třebíč           | Semifinalista (Top 15) | Veronika Machová (não-classificada)  | Carmen Justová (Top 14)                |                                 |
| 2009 | Iveta Lutovská         | Třeboň           | Semifinalista (Top 10) |                                      |                                        |                                 |
| 2008 | Eliška Bučková         | Hodonín          | Semifinalista (Top 15) |                                      | Hana Svobodová (Top 16)                |                                 |
| 2007 | Lucie Hadásová         | Praha            | Semifinalista (Top 15) |                                      | Eva Čerešňáková (Top 16)               |                                 |
| 2006 | Renata Langmannová     | Hodonín          |                        |                                      | Petra Soukupová (Top 8)                |                                 |
| 2005 | Katerina Smejkalová    | Třebíč           |                        |                                      | Zuzana Štěpanovská (Top 16             |                                 |

## Vencedoras entre 1990 e 2004
| Ano  | Miss Tchéquia       | Cidade     | No Miss Universo       |
| 2004 | Lucie Vachová       | Praha      |                        |
| 2003 | Katerina Smrzová    | Praha      | Semifinalista (Top 10) |
| 2002 | Diana Kobzanová     | Olomoucký  |                        |
| 2001 | Petra Kocarová      | Plzeňský   |                        |
| 2000 | Jitka Kocurová      | Pardubický |                        |
| 1999 | Petra Faltynová     | Vysočina   |                        |
| 1998 | Kristina Fridvalská | Praha      |                        |
| 1997 | Petra Minarová      | Zlín       |                        |
| 1996 | Renata Hornofová    | Třebíč     |                        |
| 1995 | Eva Kotulanová      | Praha      |                        |
| 1993 | Pavlina Barbuková   | Hodonín    | Semifnalista (Top 10)  |
| 1992 | Michaela Malacová   | Vysočina   |                        |
| 1991 | Renata Gorecká      | Praha      |                        |
| 1990 | Jana Hronková       | Praha      | Semifinalista (Top 10) |